# Résidence des Îles
Le quartier dit de la Résidence des Îles est un quartier d’Ajaccio, situé au sud de la ville, près de la route des Sanguinaires menant vers l'archipel des Sanguinaires.
Il se compose d'immeubles construits à compter des années 1960, reliés entre eux par la rue de l'Archipel et portant le nom de différentes îles : Elbe, Malte, Majorque, Sicile, Crète, Chypre, Monte-Cristo.
Au pied de la résidence, établie à flanc de montagne et dominant la mer, se trouve un ensemble de commerces de proximité (tabac-presse, supérette, coiffeur, épicerie fine, médecin, vétérinaire, etc.). Une école maternelle et primaire, baptisée Tino Rossi en 2023, accueille également les enfants du quartier et des résidents de la route des sanguinaires.